# Gare de Del Rio
La gare de Del Rio est une gare ferroviaire aux États-Unis dans la ville de Del Rio dans l'État du Texas.

## Histoire
La gare est mise en service en 1876.

## Service des voyageurs

### Desserte
La gare est desservie par deux lignes d'Amtrak :
- le Sunset Limited : Los Angeles - La Nouvelle-Orléans ;
- le Texas Eagle : Los Angeles - Chicago.

Les deux trains sont combinés entre Los Angeles et San Antonio. Il y a deux services dans chaque sens par semaine.